# Weihnachtsgrüße aus dem Himmel
Weihnachtsgrüße aus dem Himmel ist ein deutscher Fernsehfilm der Frühling-Filmreihe von Dirk Pientka, der am 19. Dezember 2021 erstmals im ZDF ausgestrahlt wurde.
Der Film erzählt die Geschichte der Dorfhelferin Katja Baumann, gespielt von Simone Thomalla, die Familien in Notsituationen zur Seite steht und gleichzeitig versucht Frühling in die Herzen der Menschen zu tragen. Es ist der 32. Film einer Reihe, in deren Mittelpunkt die Menschen des Ortes mit Namen Frühling stehen.

## Handlung
Dorfhelferin Katja Baumann und Pfarrer Sonnleitner betreuen auf dem Weihnachtsmarkt in Frühling einen Stand für wohltätige Zwecke. Gleich neben ihrem Stand verkauft Familie Brennmayer Süßigkeiten und Zuckerwatte und so werden Katja und Sonnleitner Zeugen der familiären Unstimmigkeiten, die die Eltern mit ihrem Sohn Ludwig haben, denn er möchte nicht länger in einem „falschen“ Körper leben. Er fühlt sich als Frau und zieht, zum Spott der Leute, auch Frauenkleidung an. Da er in seiner Familie keinen rechten Rückhalt findet, leidet er sehr. Ähnlich leidet Adrian Steinmann, der sich in seiner Trauer um seinen Vater von allem abkapselt. Zudem hatte er sich, zum Ärger seiner Freundin Lilly Engel, von seiner Exfreundin Nora Kleinke trösten lassen. Jetzt steht Weihnachten vor der Tür, aber ihm ist nicht nach feiern zu Mute. Auch seinen Beruf will er nicht länger ausüben und in dem Krankenhaus arbeiten, in dem sein Vater starb. Dieser meldet sich nun mit einer Videobotschaft und möchte, dass er und Katja zu Weihnachten nicht traurig herumsitzen, sondern miteinander das Fest richtig feiern sollen. Indes gelingt es Lilly und Nora über die Feiertage „Frieden zu schließen“. Weniger friedlich ist Katjas Stimmung Mark gegenüber. Eigentlich hatte sie sich gefreut, ihren alten Freund zum Fest begrüßen zu können, aber nun erfährt sie, dass er sie seit Monaten angelogen hat. Sein Grund nach Leipzig zu ziehen, war die Pflegebedürftigkeit seines Vaters. Dieser ist aber schon vor Monaten gestorben und Mark hat ihr kein Wort davon erzählt. Katja ist derart enttäuscht, dass sie Mark, obwohl er schon in Frühling eingetroffen ist, nicht empfangen will. Nach einigem Zögern gibt sie ihm die Chance, sich zu erklären. Mark rechtfertigt sich damit, er habe sie nicht enttäuschen wollen, weil er sich mittlerweile in Leipzig mehr zu Hause fühle als hier in Bayern. Sein Erklärungsversuch überzeugt Katja jedoch nicht wirklich und so schickt sie Mark weg.
Ludwig Brennmayer tut es gut, dass Katja sich ihm gegenüber total normal benimmt und ihn regelrecht darin bestärkt sich so zu geben, wie er ist. Da er sich nicht länger in der Lage sieht, das, was er empfindet und die gegenteiligen Erwartungen seiner Familie zu ertragen, sucht er bei Schutz bei Katja. Nach einer Nacht der Trennung wird auch den Eltern – vor allem seinem Vater – klar, wie wichtig ihnen ihr Kind ist und dass sie es, ob nun Ludwig oder Luna, nicht missen möchten. Doch auch wenn für die Brennmayers das Weihnachtsfest in der Familie gerettet sein dürfte, steht weder Adrian noch Katja der Sinn nach einem fröhlichen Weihnachtsfest. Aufgerüttelt durch eine Geschichte im Radio entscheidet sich Katja dann aber spontan für eine Weihnachtsfeier für alle einsamen Menschen. Sie bereitet alles vor und lädt jeden, der Lust hat, auf den Weihnachtsmarkt ein, um dort am Weihnachtsbaum den Heilig Abend zu begehen. Der Zuspruch ist groß und so gibt es tatsächlich eine „große Party“, so wie Jan es sich gewünscht hatte.

## Produktionsnotizen
Die Episode wurde vom ZDF in Zusammenarbeit mit „Seven Dogs Filmproduktion“ und UFA Fiction produziert und im Rahmen der ZDF-„Herzkino“-Reihe und als 32. Folge der Frühling-Filmreihe ausgestrahlt. Die Dreharbeiten erfolgten vom 9. Oktober bis zum 27. November 2020 in Bayrischzell im Landkreis Miesbach.

## Rezeption

### Kritik
Oliver Armknecht von film-rezensionen.de meinte, der Film „befasst sich gleich mit drei Problemfeldern, wenn es abwechselnd um Beziehungen, Trauerarbeit und sexuelle Identität geht. Der Rahmen reicht dabei nicht für Tiefgang.“ „Am Ende wird das mal wieder recht versöhnlich, wie man es von einem Herzkino-Drama zu erwarten hat. Da entstehen Probleme nicht nur aus heiterem Himmel, sie werden auch ebenso plötzlich wieder begraben. Hinzu kommt, dass das Weihnachtssetting eine späte Besinnung quasi obligatorisch macht.“ „Immerhin ist das Drama nicht so kitschig, wie man es vielleicht erwarten durfte.“
Für prisma.de wertete Elisa Eberle: „Seit dem Tod seines Vaters kapselt sich der Teenager immer mehr von der Außenwelt ab. Doch auch sie selbst leidet, kurz vor Weihnachten, sehr unter dem Verlust.“ „Ansonsten geht das Leben in dem Dorf mit dem schönen Namen seinen gewohnten Gang. Sogar einen Weihnachtsmarkt gibt es! Da hier ein beachtlicher Teil der Filmhandlung spielt, tröstet ‚Frühling – Weihnachtsgrüße aus dem Himmel‘ […] sogar ein wenig über die erneute Absage der Märkte in der Realität hinweg.“
Die Kritiker der Fernsehzeitschrift TV Spielfilm vergaben die beste Wertung. (Daumen nach oben).

### Einschaltquote
Weihnachtsgrüße aus dem Himmel wurde am 11. Dezember 2021 in der ZDFmediathek zur Veröffentlichung freigegeben. Die Free-TV-Premiere folgte im Rahmen der Herzkino-Reihe am 19. Dezember 2021 im ZDF. Mit 5,08 Millionen Zuschauern und einem Marktanteil von 14,9 Prozent avancierte die Produktion hinter dem Kriminalfilm Tatort: Wunder gibt es immer wieder (2021) und der vorausgegangenen Tagesschau-Ausgabe zur drittmeistgesehenen Sendung des Tages. Aus der werberelevanten Zielgruppe der 14- bis 49-Jährigen schalten 0,65 Millionen Zuseher ein. Dies entsprach einem Marktanteil von 7,2 Prozent.